# Francesco Ginanni
Francesco Ginanni (Serravalle Pistoiese, 6 ottobre 1985) è un ex ciclista su strada italiano, professionista dal 2008 al 2012 e vincitore di due edizioni del Trofeo Laigueglia.

## Carriera
Nella categoria dilettanti Elite/Under-23, vestendo la divisa della Finauto-Zoccorinese, conquista numerose vittorie: le principali sono la Milano-Busseto e il Giro del Valdarno nel 2006, e il Giro del Casentino, la Coppa Fiera di Mercatale e la Firenze-Viareggio nel 2007 (stagione in cui mette a referto ben quattordici successi). Da Under-23 partecipa alle prove in linea del campionato del mondo 2006, classificandosi 64º a 12" dal vincitore, e del campionato del mondo 2007, giungendo al traguardo in trentaduesima posizione.
Passa professionista nel 2008 con la Diquigiovanni-Androni di Gianni Savio, e già al primo anno vince il Gran Premio di Carnago, la Tre Valli Varesine e il Giro del Veneto; si piazza al secondo posto dietro Eddy Ratti nel Gran Premio di Larciano, terzo in una tappa del Giro di Turchia e quarto nella Coppa Placci e nel Gran Premio Industria e Commercio di Prato. Questi risultati gli valgono la convocazione come riserva per il campionato del mondo 2008 a Varese.
Continua ad ottenere risultati anche l'anno successivo, aggiudicandosi tre corse, tra cui il Trofeo Laigueglia. Nel 2010, dopo aver vinto per la seconda volta consecutiva il Trofeo Laigueglia, si classifica settimo alla Milano-Sanremo. L'anno dopo è invece terzo alla Flèche d'Emeraude in Francia e quinto al Trofeo Matteotti.
Si ritira a soli 27 anni, al termine della stagione 2012.

## Palmarès
- 2006 (Finauto-D'Etoffe-Zoccorinese, Dilettanti Elite/Under-23, sette vittorie)

Milano-Busseto
Coppa Caduti-Puglia di Arezzo
Gran Premio Città di Empoli
Giro del Valdarno
Trofeo Comune di Lamporecchio
1ª tappa Giro della Toscana Under-23
3ª tappa Giro della Toscana Under-23
- 2007 (Finauto-Neri-Lucchini-Zoccorinese, Dilettanti Elite/Under-23, quattordici vittorie[1])

Trofeo delle Colline Capannoresi
Trofeo BT Cesab Carrelli Elevatori
Trofeo Mario Zanchi
1ª tappa Grand Prix du Portugal (Felgueiras > Felgueiras)
Coppa Fiera di Mercatale
Gran Premio Autodromo di Monza
Giro del Casentino
Trofeo SC Corsanico
Gran Premio Città di Vinci
Trofeo Nesti e Nelli Concessionaria Toyota
Trofeo Comune di Lamporecchio
Firenze-Viareggio
Coppa Guinigi
Piccolo Giro dell'Emilia
- 2008 (Serramenti PVC Diquigiovanni-Androni Giocattoli, tre vittorie)

Tre Valli Varesine
Giro del Veneto
Gran Premio Industria Commercio Artigianato Carnaghese
- 2009 (Serramenti PVC Diquigiovanni-Androni Giocattoli, tre vittorie)

Trofeo Laigueglia
Gran Premio dell'Insubria
Gran Premio Industria Commercio Artigianato Carnaghese
- 2010 (Androni Giocattoli-Serramenti PVC Diquigiovanni, una vittoria)

Trofeo Laigueglia

### Altri successi
- 2008 (Serramenti PVC Diquigiovanni-Androni Giocattoli)

Classifica giovani Coppa Italia

## Piazzamenti

### Classiche monumento
- Milano-Sanremo

2008: ritirato
2009: 112º
2010: 7º
2012: ritirato
- Liegi-Bastogne-Liegi

2010: ritirato
- Giro di Lombardia

2009: ritirato

### Competizioni mondiali
- Campionati del mondo

Salisburgo 2006 - In linea Under-23: 64º
Stoccarda 2007 - In linea Under-23: 32º

## Riconoscimenti
- Giglio d'Oro-Rivelazione dell'anno: 2008